# Conifaber parvus
Conifaber parvus is een spinnensoort in de taxonomische indeling van de wielwebkaardespinnen (Uloboridae).
Het dier behoort tot het geslacht Conifaber. De wetenschappelijke naam van de soort werd voor het eerst geldig gepubliceerd in 1982 door Opell.